# Steinbach (cràter)
Steinbach és un cràter d'impacte en el planeta Venus de 20,3 km de diàmetre. Porta el nom de Sabina von Steinbach (c. 1250), escultora alemanya, i el seu nom va ser aprovat per la Unió Astronòmica Internacional el 1994.